# Портрет мадам Сезанн (Лихтенштейн)
«Портрет мадам Сеза́нн» (англ. Portrait of Madame Cézanne) — картина в стиле поп-арт, сделанная американским художником Роем Лихтенштейном в 1962 году. Она повторяет диаграмму историка искусства Эрла Лорана, объясняющую картину Поля Сезанна. Изображение вызвало противоречивую реакцию критиков, ставя вопрос границ искусства. Лоран обвинил Лихтенштейна в плагиате и подал на него в суд. Лихтенштейн объяснил, что его изображение лишь привлекало внимание к попытке Лорана объяснить Сезанна диаграммой и является самостоятельным произведением, и выиграл дело. Работа стала первым «художественным присваиванием канонических работ модернизма», совершённым Лихтенштейном, и улучшило понимание связей «между авангардом и китчем».

## Диаграмма Лорана
Диаграмма была нарисована американским историком искусства Эрлом Лораном (англ. Erle Loran) с использованием спрямлённых линий и в чёрно-белых цветах, чтобы объяснить картину Сезанна «Портрет мадам Сезанн» 1885—1887 годов. Она была опубликована в сборнике диаграмм под названием «Композиция по Сезанну» (англ. Cézanne's Composition) 1943 года, популярном в академическом сообществе, и изображает оси композии «без текстуры и выразительных средств оригинала».
По мнению автора, диаграмма «может показаться расчётливо-аналитичной тем, кто привык к расплывчатости и поэтичности в критике искусства». Однако диаграммная техника Лорана была стандартной для того времени: перерисованные контуры фигур были иллюстрированы пронумерованными стрелками, показывающими части изображения и направления — диаграмма подчёркивала расположение тела, игнорируя текстуру изображаемой поверхности.
Джон Копланс пишет, что Лихтенштейн был очарован диаграммой: «отделение женщины от контекста изображения казалось Лихтенштейну упрощением очень сложного, ироничным само по себе».

## Описание
Картина Лихтенштейна повторяет диаграмму Лорана, однако имеет значительно большие размеры. Она была продемонстрирована вместе с «Тонущей девушкой», «Мужчиной со скрещенными руками» (англ. Man with Folded Arms) и другими известными работами Лихтенштейна на первой самостоятельной выставке художника, прошедшей в 1963 году в Лос-Анджелесе.
Сходство изображений привлекло внимание критиков к вопросу грани между созданием искусства и простым копированием, между настоящим и поддельным искусством. По мнению Копланса, как Энди Уорхол оспорил статус-кво, «придавая человеческое лицо массовой продукции», так и Лихтенштейн убрал лицо с признанных шедевров. Другой критик, Лоуренс Аллоуэй, заметил, что произведения Лихтенштейна показывают «как подражание популярной культуре может быть не признаком неповоротливости ума, но формой мышления».
Публикация столь похожего изображения была признана некоторыми экспертами совершенно недопустимой, а Лоран в ответ написал Лихтенштейну два письма, изданных в сентябре 1963 в журналах ARTnews и Artforum соответственно, в которых он высказывал своё раздражение и намекал на судебное преследование. Лоран осуществил угрозу, подав в суд на Лихтенштейна, но проиграл иск. Этот прецедент позволил художникам и в дальнейшем создавать свои картины на основе других произведений.